# Кроутер, Уэллс
Уэллс Реми Кроутер (англ. Welles Remy Crowther; род. 17 мая 1977 года, Нью-Йорк, США — 11 сентября 2001 года, ВТЦ 2, Нью-Йорк, США) — американский трейдер на фондовом рынке и доброволец-пожарный, известный тем, что спас до 18 человек во время терактов 11 сентября в Нью-Йорке, в которых он сам погиб.

## Ранняя жизнь
Уэллс Реми Кроутер был первенцем в семье из трёх детей. Его родители, Джефферсон и Элисон, вырастили его и двух сестёр — Хонор и Пейдж — в пригороде Нью-Йорка, городе Наяк. Через своего отца он был внуком Босли Кроутера, кинокритика газеты The New York Times с 1940 по 1967 год. В детстве Кроутер видел, как его отец готовится к церкви и заворачивает маленький гребень в синюю или красную бандану, которую он носил в правом кармане брюк. Когда Уэллсу было шесть лет, отец подарил ему красную бандану, которая стала его фирменным знаком. Кроутер носил её под спортивной формой в старших классах школы.
В 16 лет Кроутер присоединился к своему отцу в качестве пожарного-добровольца, став младшим членом пожарной команды Empire Hook and Ladder. Позже он поступил в Бостонский колледж, где играл в лакросс. В 1999 году Кроутер с отличием окончил колледж со степенью в области экономики. Затем он переехал в Нью-Йорк, где устроился на работу трейдером акциями в компании Sandler O'Neill and Partners. Его офис располагался на 104-м этаже Южной башни Всемирного торгового центра. Впоследствии он мечтал присоединиться к пожарной службе Нью-Йорка (FDNY), ФБР или ЦРУ.

## Теракты 11 сентября
11 сентября 2001 года, через девять минут после того, как рейс United Airlines 175 врезался в Южную башню между 77 и 85 этажами в 9:03 утра, Кроутер позвонил своей матери из своего офиса в 9:12 утра, оставив сообщение: «Мама, это Уэллс. Я хотел, чтобы ты знала, что я в порядке». Затем Кроутер направился на 78-й этаж, где встретил группу выживших, включая сильно обожжённую Линг Янг, работающую на 86-м этаже в Департаменте налогообложения и финансов Нью-Йорка. Янг была среди группы людей, ожидавших у лифтов для эвакуации, когда самолёт врезался в башню, и стала одной из 17 выживших на этажах, пострадавших от удара. Кроутер, неся на спине молодую женщину, направил их к единственной работающей лестнице. Выжившие последовали за ним на 17 этажей вниз, где он оставил женщину, прежде чем вернуться наверх, чтобы помочь другим. К тому времени, когда он вернулся на 78-й этаж, на его лице была бандана, закрывающая нос и рот, чтобы защитить его от дыма и тумана. Он нашёл ещё одну группу выживших, в которую входила сотрудница AON Corp. Джуди Вайн (работавшая на 103-м этаже), которая испытывала боль из-за перелома руки, треснувших рёбер и пробитого лёгкого. По словам Вайн, Кроутер помогал тушить пожары и оказывал первую помощь. Затем он объявил этой группе: «Все, кто может стоять, встаньте сейчас. Если вы можете помочь другим, сделайте это». Он также направил эту группу вниз. Пока люди из башни направлялись на улицу, Кроутер снова поднялся по лестнице, чтобы помочь другим. Он был в последний раз замечен вместе с членами пожарной службы Нью-Йорка до того, как Южная башня рухнула в 9:59 утра.
Тело Кроутера было обнаружено в марте 2002 года вместе с телами нескольких пожарных и сотрудников экстренных служб в предполагаемом командном пункте в вестибюле Южной башни. Бюро судебно-медицинской экспертизы Нью-Йорка сообщило, что его тело было найдено в целости, без признаков ожогов, и что власти предположили, что он помогал в спасательных операциях в качестве гражданского проводника, когда здание рухнуло. Семья Кроутера не знала о его действиях между последним телефонным разговором с матерью и его смертью, пока Элисон Кроутер не прочитала в The New York Times рассказ Джуди Вайн о том, как её спас мужчина в красной бандане. Затем Элисон встретилась с людьми, которых спас Уэллс, включая Вайн и Янга, и они подтвердили его личность по фотографиям. В его доме после смерти была обнаружена почти заполненная анкета пожарного департамента Нью-Йорка. Согласно свидетельствам выживших, Кроутер спас до 18 человек во время терактов.

## Наследие

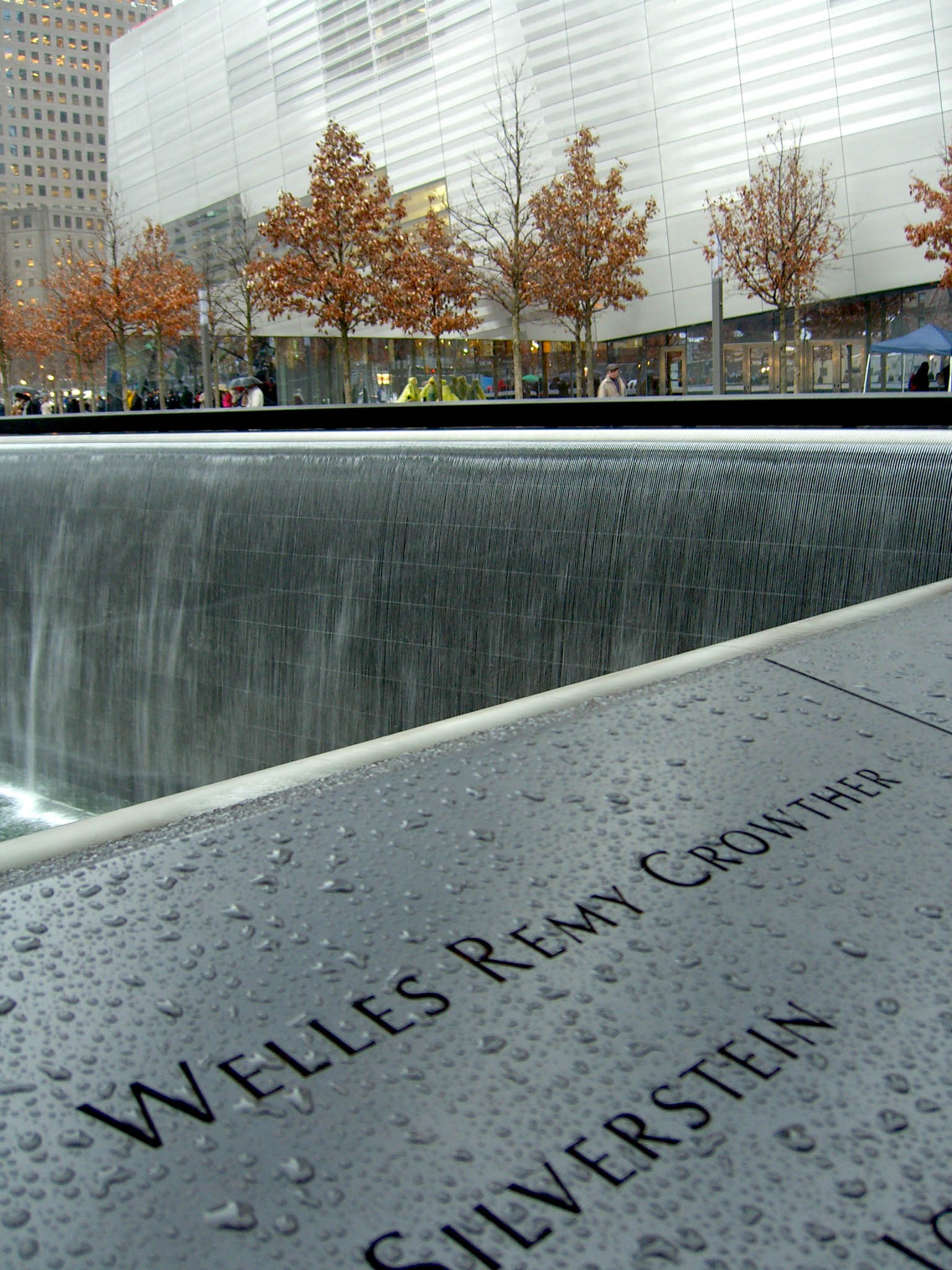
Имя Кроутера указано на панели S-50 в южной части Национального мемориала 11 сентября.

Родители Кроутера, при поддержке фонда из Мичигана, создали проект «Красная бандана» — программу развития личности для классов, спортивных команд, лагерей и молодёжных программ. Семья также учредила благотворительный фонд Welles Remy Crowther Charitable Trust, который используется для финансирования благотворительных проектов.
Ежегодно в октябре в Бостонском колледже проводится забег на 5 километров под названием Welles Remy Crowther Red Bandana Run.
В 2006 году Кроутера был посмертно удостоен звания почётного пожарного Нью-Йорка по решению комиссара Николаса Скоппетты. В том же году его товарищ по команде по лакроссу в Бостонском колледже, Тайлер Джуэлл, надел красную бандану в честь Краудера, выступая за сборную США по сноуборду на зимних Олимпийских играх 2006 года.
10 сентября 2011 года, в день, предшествующий десятой годовщине терактов 11 сентября, во время футбольного матча между университетом Центральной Флориды и Бостонского колледжа в Орландо (штат Флорида), обе команды почтили память Краудера. Игроки Бостонского колледжа вышли на поле в шлемах с нашивками в виде красной банданы, а сёстры Краудера, Хонор Фаган и Пейдж Кроутер, были представлены публике в третьем квартале матча. 13 сентября 2014 года Бостонский колледж провёл матч против Университета Южной Калифорнии (USC), в ходе которого команда вышла на поле в форме, символизирующей красную бандану Кроутера: с полосами на шлемах, узором на бутсах и перчатках. С 2014 года Бостонский колледж ежегодно выбирает один домашний футбольный матч для проведения в «красной бандане» с использованием специальной формы с тематикой красной банданы.
В 2013 году сестра Кроутера, Хонор Кроутер Фаган, опубликовала детскую книгу о действиях Уэллса во время терактов 11 сентября под названием «Человек в красной бандане». Иллюстрации к книге выполнил его дядя, Джон М. Кроутер.
На Национальном мемориале 11 сентября имя Кроутера увековечено на панели S-50 в Южном бассейне. Во время открытия музея 15 мая 2014 года президент Барак Обама сказал о Кроутере: «Они не знали его имени. Не знали, откуда он. Но они знали, что их жизни были спасены человеком в красной бандане. Он призывал использовать огнетушители, чтобы потушить огонь. Он оказывал помощь раненым. Он руководил спасшимися, спускаясь по лестницам, и вынес на своих плечах женщину вниз по 17 лестничным пролётам. Затем он вернулся. Поднялся на все эти пролёты. Затем снова спустился, вынося всё больше раненых в безопасное место. До того момента, когда башня рухнула». Одна из бандан Кроутера выставлена в музее.
Он стал главным героем документального фильма 2017 года «Человек в красной бандане». Фильм был озвучен Гвинет Пэлтроу.
Премия гуманитарной помощи Уэллса Кроутера, вручаемая Лигой премьер-лакросса, присуждается игроку, который внес значительный вклад в развитие своего сообщества.
Храбрость и самоотверженность Уэллса Реми Кроутера вдохновили множество почестей. В 2024 году округ Рокленд представил собаку для обнаружения киберпреступлений по кличке «Реми» в его честь. Реми, чёрный лабрадор, обученный обнаруживать электронные устройства, используемые в преступной деятельности, является одной из 100 «кибер-собак» в США. Собака находится на службе у детектива Тима Хейса и носит красную бандану, символизирующую знаменитую красную бандану Кроутера, использовавшуюся во время спасательных операций после терактов 11 сентября. Эта дань уважения не только чествует героизм Кроутера, но и продолжает его наследие, помогая защищать и служить обществу через современные методы борьбы с преступностью в округе Рокленд.
Парк Aspire в Клинтоне, штат Теннесси, является местом расположения Мемориальной статуи, посвящённой Уэллсу Реми Кроутеру, выдающемуся человеку, известному своим героизмом во время терактов 11 сентября. В то время Кроутер был трейдером ценных бумаг и, рискуя своей жизнью, спасал других, в конечном итоге погибнув при обрушении Всемирного торгового центра. Статуя в парке Aspire служит данью его мужеству, самоотверженности и непоколебимому духу. Она символизирует жертву и стойкость, предлагая посетителям задуматься о влиянии его действий и о важности сострадания перед лицом невзгод.